# 보르가스피탈린
보르가스피탈린(아이슬란드어: Borgarspítalinn)은 1967년부터 1997년까지 운영했던 아이슬란드의 병원이다. 1997년 세인트 조세프스피탈리 병원과 합병하여 레이캬비크 병원이 만들어졌다. 2000년 레이캬비크 병원은 란드스피탈리 병원과 합병하여 아이슬란드 국립대학병원이 되었다.

## 연혁
건립 결정은 1948년 레이캬비크 시의회가 결정했는데, 당시 도시에는 병상이 크게 부족했지만 란드스피탈리 병원을 확장할 계획은 없었다. 대신 준비위원회는 할레이티 오그 부스타디르에 325개의 병상을 갖춘 병원을 건설하기로 결정했다. 건축가 아이나르 스베인손과 군나르 올라프손은 병원을 설계하기 위해 고용되었다. 그러나 1959년 군나르가 사망하여 아이나르가 설계를 마쳤다.
1952년 기초공사를 마치고 2년 후 콘크리트 작업이 시작되었다.
첫 환자는 1967년 9월 28일 입원했다. 그 결과 이전에 근처 건강보호센터에 있던 응급실, 정신병동 등 시에서 운영하던 다양한 의료기관이 이곳으로 이전했다. 본관 외부에는 산부인과, 정신병동, 노인병동 등 다양한 병동이 수년간 운영되었다.
1978년에 3층짜리 응급실을 추가로 건설했다.
1977년에는 추가 노인 병동의 건설이 시작되었다. 1983년에 완공되었으며 같은 해 6월 22일 다비드 오드손에 의해 공식적으로 개장하였다.